# Battaglia di Guadalupa (1779)
La battaglia di Guadalupa (nota anche come azione del 21-22 dicembre 1779) fu uno scontro navale che ebbe luogo al largo dell'isola francese di Guadalupa, nei Caraibi durante la guerra d'indipendenza americana, tra la Royal Navy e la marina francese La Royal Navy, sotto il comando di Joshua Rowley (1734-1790) avvistò e inseguì tre fregate francesi, che furono tutte catturate dopo un breve combattimento.

## Eventi
Il 21 dicembre 1779, le 74 cannoni HMS Magnificent, HMS Suffolk e HMS Vengeance e la 64 cannoni HMS Stirling Castle sotto il comando del contrammiraglio Joshua Rowley, avvistarono tre fregate francesi, la Fortunée e la Blanche da 32 cannoni e la Elise da 28 cannoni, al largo dell'isola francese di Guadalupa.
Le navi francesi facevano parte della flotta del generale Charles Henri d'Estaing e al momento dell'avvistamento si trovavano in disordine; i loro equipaggi erano deboli e non potevano sfuggire alla forza britannica di gran lunga superiore. La Blanche fu sconfitta e catturata la sera del 21 dicembre. La Fortunée tentò di scappare gettando in mare i suoi cannoni, ma fu lo stesso catturata la mattina del 22 dicembre, un'ora prima che l'Elise si consegnasse alla Royal Navy.
La Blanche e la Fortunée furono così aggiunte alla flotta della marina britannica.